# Cyganeria (Antonino Votto, 1956)
Cyganeria (Antonino Votto, 1956) – kompletne nagranie analogowe Cyganerii Giacoma Pucciniego zarejestrowane w La Scali w dniach 20-25 sierpnia oraz 3, 4 (i 12) września 1956 roku.
Pierwsze wydanie kompletnego nagrania, w postaci dwupłytowego albumu (płyty winylowe), miało miejsce w 1957 roku w USA i Kanadzie w ramach wydawnictwa Angel Records (obecnie Warner Music Group).
Wielokrotnie wznawiane w latach późniejszych jako samodzielne publikacje, a także wchodzące w skład zbiorczych wydań nagrań operowych Marii Callas.